# Powiatul Miechów
Districtul Miechów (în poloneză Powiat miechowski) este o unitate teritorial-administrativă de ordin doi și administrație locală (powiat) în voievodatul Polonia Mică, sudul Poloniei.
Districtul a fost înființat în data de 1 ianuarie 1999 ca rezultat al reformelor poloneze locale adoptate în anul 1998. Sediul administrativ al județului și cel mai mare oraș este Miechów care este la 34 km de capitala regională Cracovia. 
Districtul are o suprafață de 676,73 km pătrați. În anul 2006 populația totală a fost de 50.769, din care populația din Miechów era 11.717. În județ populația rurală număra 39.052 persoane.

## Districte învecinate
Județul Miechów se învecinează:
- spre nord cu județul Jędrzejów
- la est cu județul Pińczów și județul Kazimierza
- la sud-est cu județul Proszowice
- la sud cu județul Cracovia
- la vest cu județul Olkusz și județul Zawiercie.

## Diviziunile administrative
Județul este împărțit în șapte comune (gmina)  (una urban-rurală și șase rurale). Acestea sunt prezentate în tabelul de mai jos, în ordinea descrescătoare a populației.
| Comuna              | Tip         | Suprafața (km²) | Populația (2006) | Sediu        |
| Comuna Miechów      | urban-rural | 132.9           | 19,786           | Miechów      |
| Comuna Charsznica   | rurală      | 78.3            | 7,796            | Charsznica   |
| Comuna Gołcza       | rurală      | 90.3            | 6,265            | Gołcza       |
| Comuna Książ Wielki | rurală      | 137.8           | 5,565            | Książ Wielki |
| Comuna Kozłów       | rurală      | 85.8            | 5,004            | Kozłów       |
| Comuna Słaboszów    | rurală      | 77.0            | 3,839            | Słaboszów    |
| Comuna Racławice    | rurală      | 59.2            | 2,514            | Racławice    |